# Eddie Russo
 Eddie Russo  és un pilot estatunidenc de curses automobilístiques nascut el 19 de novembre del 1925 a Chicago, Illinois.
Eddie Russo va guanyar el campionat de midget cars del 1960 i va córrer esporàdicament a la Champ Car a les temporades 1952-1957 i 1960 incloent-hi la cursa de les 500 milles d'Indianapolis que va córrer en 3 ocasions, els anys 1955, 1957 i 1960.
El seu pare Joe Russo, i el seu oncle, Paul Russo, també han participat en la Indy 500.

## Resultats a l'Indy 500
| Any    | Cotxe  | Sortida | Vel. mitja | Ranking | Final  | Voltes | V. Líder | Retirat  |
| ------ | ------ | ------- | ---------- | ------- | ------ | ------ | -------- | -------- |
| 1955   | 37     | 13      | 140.116    | 9       | 22     | 112    | 0        | Encesa   |
| 1957   | 55     | 26      | 140.862    | 20      | 32     | 0      | 0        | Accident |
| 1960   | 46     | 29      | 142.203    | 30      | 26     | 84     | 0        | Accident |
| Totals | Totals | Totals  | Totals     | Totals  | Totals | 196    | 0        |          |

| Sortides     | 3 |
| Poles        | 0 |
| Voltes líder | 0 |
| Victòries    | 0 |
| Top 5        | 0 |
| Top 10       | 0 |
| Retirat      | 3 |

## A la F1
El Gran Premi d'Indianapolis 500 va formar part del calendari del campionat del món de la Fórmula 1 entre les temporades 1950 a la 1960.
Els pilots que competien a l'Indy durant aquests anys també eren comptabilitzats pel campionat de la F1.
Eddie Russo va participar en 3 curses de F1, debutant al Gran Premi d'Indianapolis 500 del 1955 i va participar en el Gran Premi d'Indianapolis 500 en 2 ocasions més, els corresponents als anys 1957 i 1960.

### Palmarès a la F1
- Participacions: 3
- Poles: 0
- Voltes Ràpides: 0
- Victòries: 0
- Podiums: 0
- Punts vàlids per la F1: 0